# Terpentinmossa
Terpentinmossa (Geocalyx graveolens) är en bladmossart som först beskrevs av Heinrich Adolph Schrader, och fick sitt nu gällande namn av Christian Gottfried Daniel Nees von Esenbeck. Terpentinmossa ingår i släktet Geocalyx och familjen Geocalycaceae. Enligt den finländska rödlistan är arten nära hotad i Finland. Arten är reproducerande i Sverige. Artens livsmiljö är friska och lundartade naturmoar. Inga underarter finns listade i Catalogue of Life.